# Erich Keller (Komponist)
Erich Keller (* 21. Juli 1918 in Augsburg; † 8. September 2010) war ein deutscher Musiker, Komponist und Dirigent.

## Biografie
Erich Keller begann schon als Kind mit dem Geigenspiel und studierte nach dem Abitur Musik am Konservatorium in Augsburg. Von 1938 bis 1942 studierte er Violine bei Wilhelm Stross an der Akademie der Tonkunst in München und absolvierte 1941 einen Meisterkurs bei Georg Kulenkampff. Während des Zweiten Weltkrieges studierte er auch Medizin, bewältigte das Physikum und leistete seinen Kriegsdienst als Feldarzt in Italien.
1945 wurde er erster Konzertmeister des Symphonieorchesters des Bayerischen Rundfunks und blieb in dieser Position bis zu seinem Ruhestand im Jahr 1981. Neben seiner Arbeit im Orchester engagierte sich Erich Keller für Kammermusik und war Teil verschiedener Ensembles. Zusammen mit seiner Frau, der Pianistin Elisabeth Schwarz und dem Cellisten Max Braun gründete er das Münchner Kammertrio. Erich Keller gründete 1945 zusammen mit Karl Schindler (2. Violine), Adalbert Huber (Viola) und Max Braun (Violoncello) das „Keller Quartet“. Und er war Teil des Ensembles „Münchner Nonett“, welches 1960 gegründet wurde. Komponisten wie Harald Genzmer, Werner Egk, Günter Bialas oder Bertold Hummel komponierten Werke speziell für diese Formation. 1950 gründete Erich Keller das Kammerorchester Convivium Musicum. Neben seinen Auftritten lehrte Erich Keller auch am Konservatorium in Augsburg und an der Musikhochschule in München.
Erich Keller verstarb am 8. September 2010.
Der kompositorische Nachlass Erich Kellers befindet sich im Privatarchiv Tobias Bröker.

## Auszeichnungen
- 1978: Bundesverdienstkreuz am Bande[2]
- 19??: Grand Prix du Disque[2]